# Сражение при Монтань-Нуар
Сражение при Монтань-Нуар (фр. La bataille de la Montagne Noire, также: исп. La batalla del Sierra Negra, Del Roure, Montroig) — сражение, проходившее с 17 по 20 ноября 1794 года между революционной французской Армией Восточных Пиренеев и союзными армиями Испании и Португалии во время войны с первой коалицией. Французы во главе с Жаком Франсуа Дюгомье нанесли поражение союзникам, которыми командовал князь де ла Унион. Хотя правое крыло испанцев удержало позиции, их левый фланг был отброшен в первый день боёв. В последний день сражения французы захватили ключевую позицию и обратили испанскую армию в бегство. Битва примечательна тем, что оба командующих были убиты. Победа французов привела к захвату Фигераса и осаде Росаса, порта в Каталонии.

## Перед сражением

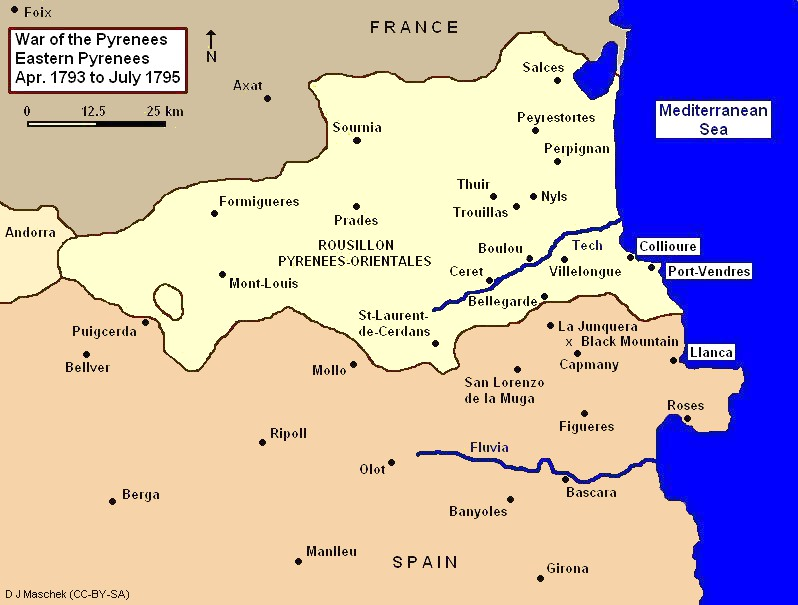
Театр военных действий - Восточные Пиренеи

На Восточно-пиренейском театре военных действий после капитуляции 18 сентября испанского гарнизона в Бельгарде на шесть недель наступило затишье.
Дюгоммье решил использовать это время для подготовки наступления на линии обороны испанцев, а те, в свою очередь, занялись укреплением оборонительных линий, протянувшихся от Сан-Льоренс-де-ла-Муга до Средиземного моря. На этом интервале, который был приблизительно пять лье, расположился длинный ряд редутов. Эти редуты, прикрывающиеся фланкирующим огнём, окружённые каналами, в числе 77 охватывали все высоты и образовывали от Сант-Лорент до моря несколько линий прекрасных укреплений. Позади, на левом фланге, и впереди Фигераса находился просторный лагерь Лиерс.
Атака с фронта казалась неосуществимой, так как почти не было возможности захватить две линии редутов, защищаемые всей армией. Атаки на вражеский правый фланг были затруднены из-за опасения быть прижатыми к морю в случае неуспеха. Наступление на левый фланг испанцев было не менее трудным, но оно имело, по крайней мере, преимущество, в случае успеха, выхода республиканцев на коммуникации противника.
Дюгоммье решил все же предпринять наступление. Он решил своими первыми атаками захватить у испанцев, если это будет возможным, линию внешних редутов. Ожеро, который командовал правым флангом, получил приказ атаковать левый фланг испанцев при Сант-Лоренте; дивизии Соре была поручена отвлекающая атака правого фланга противника при Эсполе, чтобы связать действия испанцев на берегу; центр под командованием Периньона с кавалерией генералов Дюгуа и Кенеля, также как и лёгкая артиллерия под командованием генерала Гильома имели приказ оставаться в резерве на магистрали впереди Жонкьера. В то же время бригада генерала Виктора, независимо от остальных сил, была направлена из Коллиура в обход правого фланга испанцев для облегчения атаки Соре. Доппе получил приказ помогать атаками на Сердань.
Численность войск, предназначенных для наступления, не превышали 25 000 солдат.

## Ход сражения

#### 17 ноября. День первый.
Ночью с 16 на 17 ноября колонны двинулись в наступление, и с рассветом батареи больших калибров, размещённые на Монтань-Нуаре открыли огонь для поддержки движения дивизии Ожеро. Дюгоммье и комиссар Конвента Дебрель могли с этого высокого поста полностью видеть все происходящее и руководить движением войск.
Дивизии генералов Давэна и Ожеро объединились после восемнадцати часов марша и боёв в горах и, вытянувшись между литейным заводом Муга, обошли лагерь противника и уничтожили пост у моста Муга, в Сен-Себастьяне, затем, несмотря на сильный обстрел со стороны противника, начали взбираться на гору.
Де Куртен, который командовал позицией испанцев, имел сведения о наступлении французов и попросил у штаб-квартиры экстренной помощи, которая, однако, не прибыла.
Республиканцы атаковали в штыки с невероятной яростью. Испанцы бежали; эмигранты, располагавшиеся рядом, были окружены, в связи с чем проделали то же самое и эвакуировались с артиллерией на северную обратную сторону Магделене. Ожеро, развивая свой успех, захватил все батареи на правом берегу Муга, до Эскаулес.
Дивизия Соре, хотя и поддержанная бригадой Виктора, не смогла захватить почти неприступные позиции, защищаемые 25000 солдатами. Одна из колонн французов, впрочем, заблудилась по дороге и не смогла принять участие в атаке.
Две армии в этой точке сражались до ночи без определённого успеха.

#### 18 — 19 ноября. День второй и третий.
На следующий день, на рассвете, наступление возобновилось на всех пунктах. Ожеро достиг нового успеха на испанском левом фланге, сплочённом и переформированным Де Куртеном.
В десять часов утра Дюгоммье, который накануне не оставлял Монтань-Нуар и наблюдал за действиями дивизии Соре, направился вперед к дивизии Периньона, атаковавшей Капмани, и был смертельно ранен испанской бомбой, которая разорвалась над его головой. Он упал с разбитой и залитой кровью головой на глазах двух сыновей и нескольких офицеров штаба, которые бросились ему на помощь. «Имейте в виду, — сказала он им, умирая, — необходимо скрыть мою смерть от солдат, чтобы они наконец одержали победу — единственное утешение в мои последние минуты жизни».
Представители Конвента назначили генерала Периньона временным командующим Армией Восточных Пиренеев. Заметив, что на дивизию Соре противником оказывалось сильное давление, он дал ему подкрепление из центра, возобновил бой и возвратился на правый фланг поддержать Ожеро, который настойчиво выдавливал Де Куртена от редута к редуту, заставив его укрыться под защитой орудий Фигераса.
Весь день 19 ноября новый главнокомандующий провёл в рекогносцировке позиций двух армий.

#### 20 ноября. День четвёртый.
20 ноября в четыре часа утра наступление возобновилось. В то время как бой завязался по всей линии, как и в предыдущие дни, усиленный правый фланг под командованием Ожеро атаковал с обычной неудержимостью левый фланг противника, охватил его и отбросил на всех пунктах. Бо́льшая часть укреплений испанцев была взята с боем, а линии прорваны в нескольких местах после ожесточенного пятичасового боя. Бон захватил со своими стрелками знаменитые редуты в центре испанских позиций, затем совместно с частями генерала Гийо при поддержке резервной бригады Гие в едином порыве атаковали редут Нотр-Дам-дель-Рур (исп. Санта Мария дель Роуре), облицованный камнем, вооружённый двадцатью пятью орудиями и считавшийся испанцами неприступным. Этот редут был, тем не менее, взят с боем, а также захвачен мост в Молинсе.
В течение этого времени колонны Вердье и Шабера пошли на приступ и захватили в штыковой атаке лагерь Лиерс.
Отступление испанского левого фланга и последовавшее затем отступление центра привело к гибели частей правого фланга, которые, будучи отвлеченными демонстративными действиями французов, не осознали того, что произошло на других пунктах, и таким образом оказались в плену.
Главнокомандующий испанскими войсками Ла Уньон был убит во время атаки на редут Нотр-Дам-дель-Рур. Его смерть и потеря большей части главных пунктов обороны вскоре вызвали большую панику среди солдат испанских дивизий, которые разбежались во всех направлениях, оставив в местах боёв огромное количество убитых и раненых, достигавшее 10000. Французы захватили 30 артиллерийских орудий. Два испанских генерала, помимо Ла Уньона, были убиты в этом сражении, которое и французам стоило 3000 солдат.

## Результаты
Преследуя деморализованного противника, французская армия быстро захватила Фигерас, но их дальнейшее продвижение остановила крепость Сан-Фернандо, которая находилась к северо-востоку от города. 27 ноября Периньон обманом заставил Вальдеса сдать мощную крепость. Весь гарнизон из 9000 солдат и 171 артиллерийское орудие попали в руки французов. Следующей операцией французской Армии Восточных Пиренеев стала осада Росаса.